# Idmidronea incrastata
Idmidronea incrastata is een mosdiertjessoort uit de familie van de Tubuliporidae. De wetenschappelijke naam van de soort is voor het eerst geldig gepubliceerd in 1928 door Okada.